# Industries en Nord-Isère
Les communes du Nord-Isère ont accueilli du XIXe siècle au XXe siècle plusieurs grandes entreprises produisant des fils pour l'industrie textile et électrique.

## Les établissements Gindre-Duchavany et Grammont

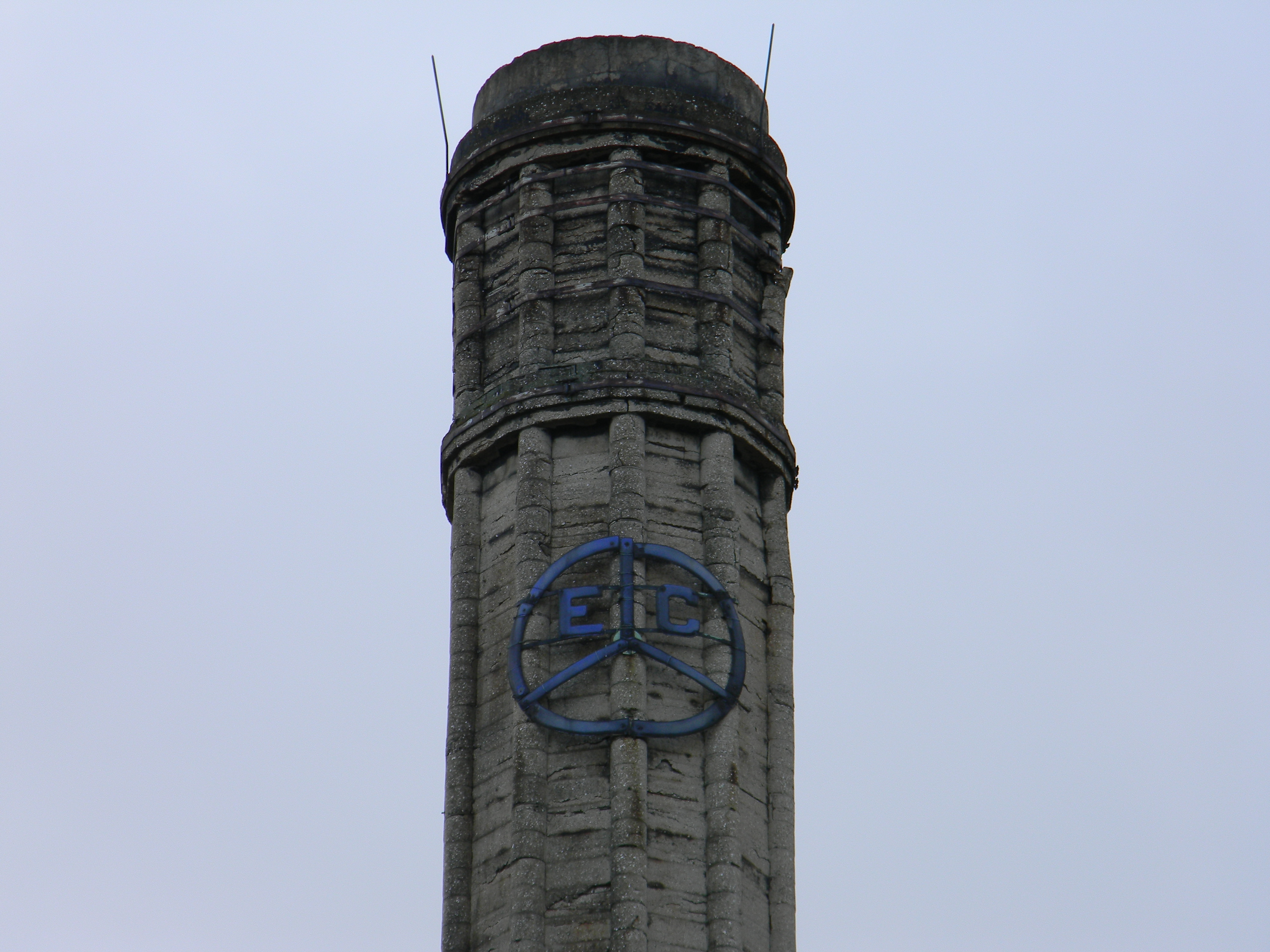
Cheminée de l’usine Grammont portant le sigle de la marque : ECG (le G a disparu).

À la suite de la Révolution qui engendre une crise de la soierie lyonnaise au XIXe siècle, le tisseur lyonnais Duchavany désormais au chômage s'engage dans l’armée napoléonienne. Lors d'une halte à Nuremberg, alors réputée pour son orfèvrerie, Charles-Marie Duchavany découvre le tréfilage ; celui-ci permet la production de fils métalliques de tout diamètre par pression hydraulique. Ces fils de métal sont alors très convoités notamment par les soyeux lyonnais qui mêlent fils de soie et traits d'or et d'argent afin confectionner des étoffes destinées aux personnalités de l’État.
Examinant minutieusement le fonctionnement de ces tréfileries bavaroises, Duchavany fonde dès 1823 sa première tréfilerie française de fils de cuivre, laiton, or et argent à Pont-de-Chéruy, utilisant la force motrice de la Bourbre. Offrant des fils de qualité alliant résistance, brillance et souplesse, les produits de Duchavany sont très utilisés par les canuts lyonnais et les passementiers stéphanois. La société exporte aussi sa production vers les Indes. Il s'associe ensuite avec Johannès Gindre afin de former l'entreprise Gindre-Duchavany qui exploite l'électricité pour diversifier sa production, fournissant alors des fils et barres en cuivre pressées ou tirées. Une filiale « Gindre Composants » est créée en 1986 à Villette-d'Anthon afin de faire face à la forte demande de l'industrie énergétique.

Publicité d'un produit d'Alexandre Grammont.

En 1849, un autre atelier de tréfilage ouvre ses portes à Pont-de-Chéruy : celui d'Étienne-Claude Grammont, ancien employé de la société Duchavany et originaire de Saint-Étienne, qui dirigera cette entreprise avec son fils Alexandre Grammont dès 1890. Cette tréfilerie baptisée « La Grammonière » produit des fils d'acier pour la fabrication d'aiguilles, armatures de crinoline et baleines de parapluie. L'atelier, installé dans un moulin aux bords de la Bourbre, accroit ses compétences en ajoutant le laminage et la tréfilerie de trait d'or et d'argent à ses procédés de fabrication ; en 1881, son entreprise emploie 143 personnes, la surface bâtie couvre 2 115 m2 et la surface occupée s'étend sur 7 535 m2. Face au développement grandissant de l’industrie automobile, les entreprises Grammont exploitent le caoutchouc et se lancent dans la fabrication de pneumatiques et bandages.

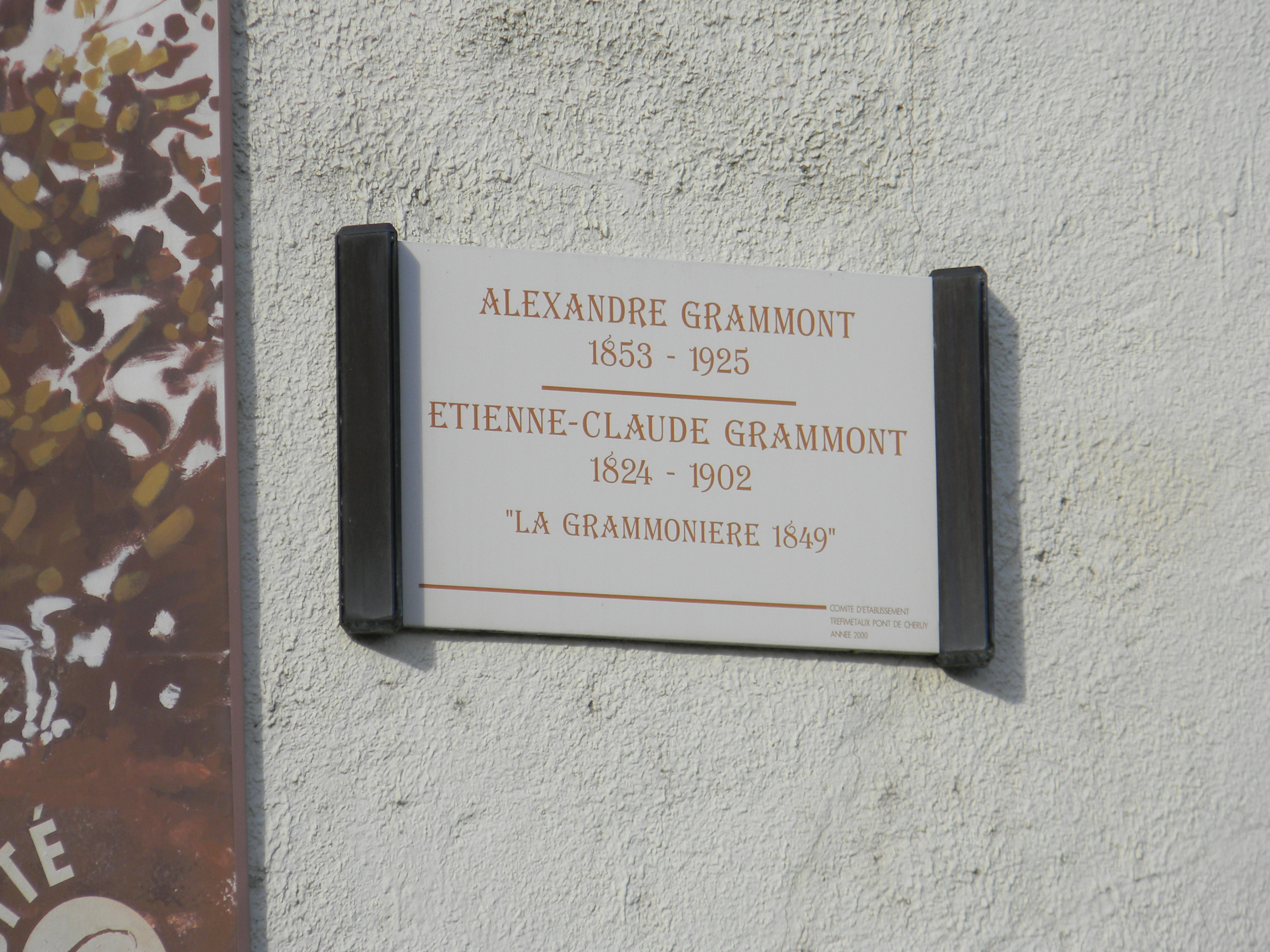
Plaque posée sur l’ancienne usine Grammont à Pont-de-Chéruy.

L'entreprise Grammont compte en 1910 près de 600 ouvriers dont 80 étrangers logeant chez l’habitant. L'ambition grandissante d'Alexandre Grammont nécessite un développement de l'urbanisme local. S'inspirant de la loi Siegfried du 30 novembre 1894 qui crée l'appellation d'« habitations à bon marché » (HBM), Alexandre Grammont crée des sociétés immobilières chargées de l’acquisition de terrains, la construction, la vente et la location de logements pour les employés de son industrie sur les communes de Pont-de-Chéruy et Charvieu. Ces sociétés mirent aussi en place des établissements à usage coopératif tels qu'un hôpital (construit en 1915), une maternité, une crèche pour 60 enfants (construite en 1918), des écoles, des cantines… Elles améliorèrent aussi grandement les conditions d'hygiène dans la ville. L'ensemble de ces constructions, dénommé « Maisons Neuves », est édifié à partir de 1907. Un autre ensemble, construit entre 1914 et 1918 par des prisonniers de guerre autrichiens est nommé « Le Cantonnement » ; un dernier, « Le Réveil », construit en 1920, est destiné à la main d’œuvre grecque. Des villas avec jardin destinées aux cadres sont construites entre 1920 et 1927. Le gigantesque projet d'urbanisation d'Alexandre Grammont est abandonné en 1925 à la suite de son échec aux élections municipales ; toutefois les projets en cours aboutiront jusqu'en 1929.

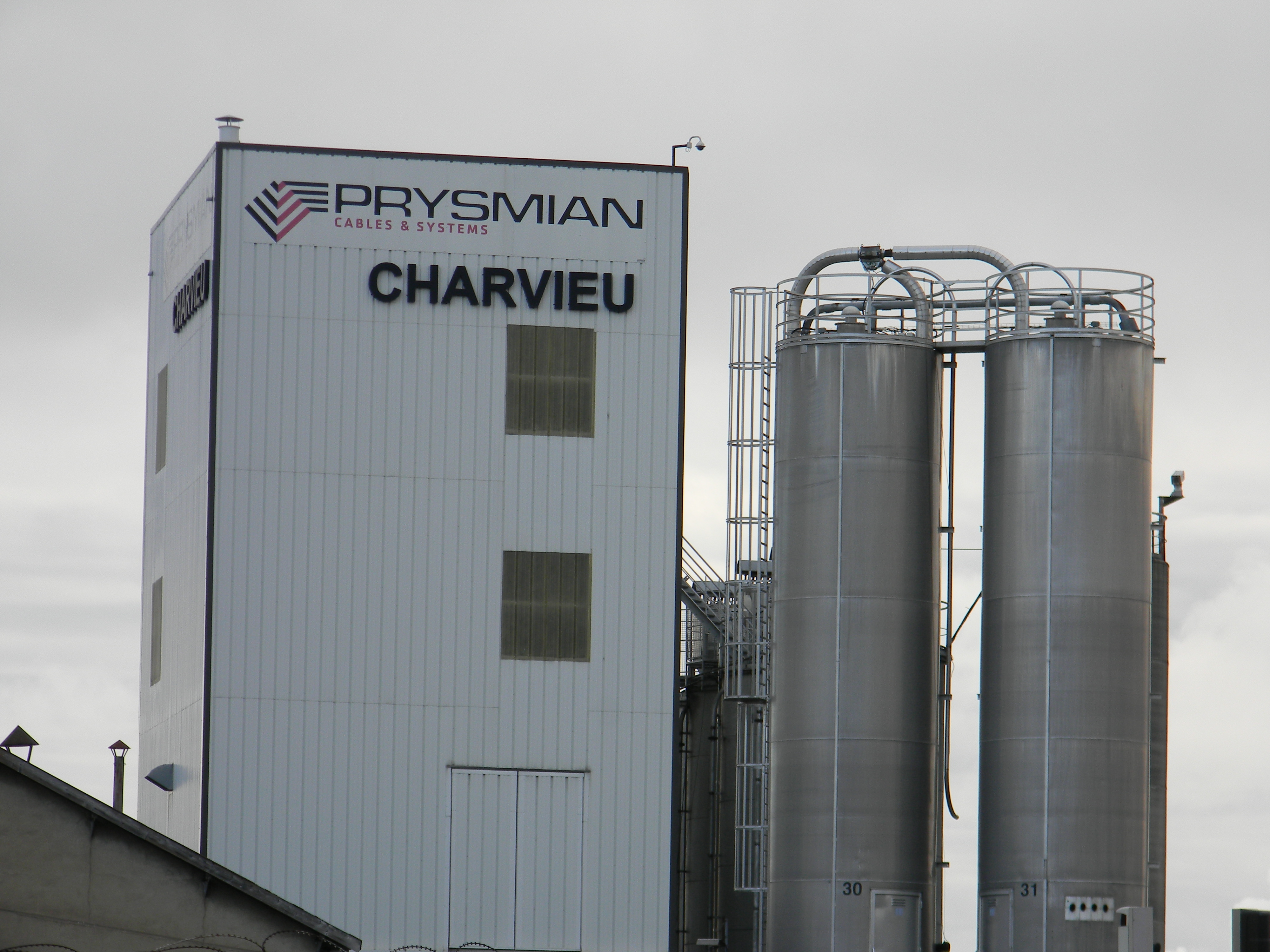
L'entreprise Prysmian implantée à Charvieu.

Durant la Première Guerre mondiale, alors que les hommes sont envoyés au front, les usines Grammont fonctionnent à plein régime grâce à la main d’œuvre provenant principalement de Grèce, Italie et Arménie. Celles-ci s'étendent sur 10 ha et sont approvisionnées par la ligne de chemin de fer de l'Est de Lyon. Le besoin de l’armée française en douilles accroit la production de ces usines, au point de créer un bâtiment de 149 m de longueur destiné à ce produit. Les usines produisent aussi des fils de cuivre pour les cordons téléphoniques et fils de dynamo. En 1917, les établissements Grammont couvrent 10 300 m2 et emploient 1 800 personnes.

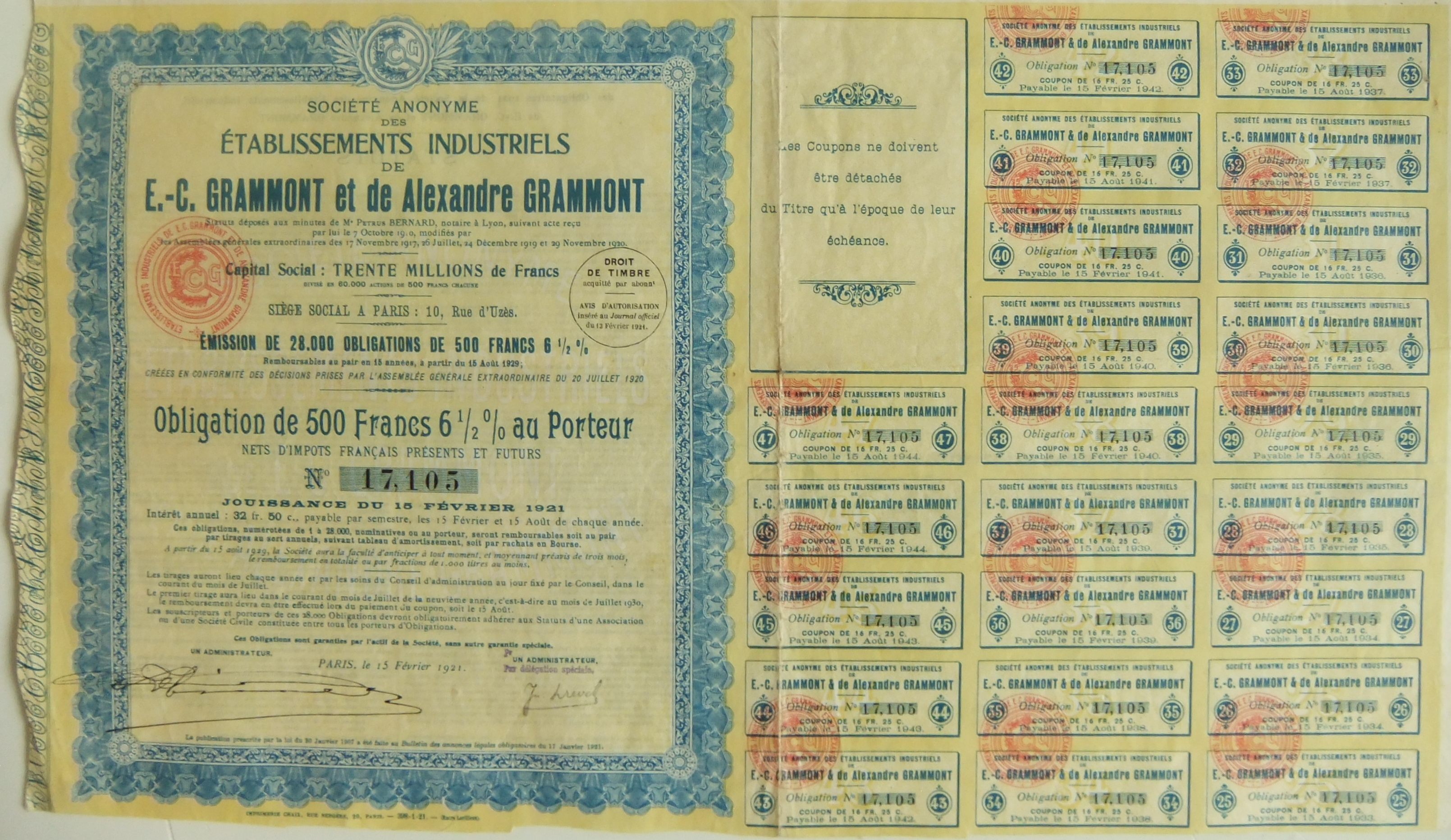
Souscription pour les établissements Grammont, en 1921.

Grammont crée aussi à Saint-Tropez une usine destinée à la fabrication et la pose de câble sous-marin. Les entreprises Grammont tentent de se diversifier notamment dans la conception de téléviseurs et postes de radiodiffusion, mais l’empire Grammont disparait progressivement en 1929 par la location des bâtiments aux Tréfileries et Laminoirs du Havre qui en deviennent propriétaires en 1943. Celle-ci fusionne avec d'autres sociétés pour devenir Tréfimétaux en 1962, puis elle est rachetée par le groupe Pechiney puis à nouveau par Europa Metalli, filiale du groupe KME (en). Le 26 octobre 2001, l'usine Tréfimétaux de Pont-de-Chéruy ferme ses portes. En 2012, l'usine de Charvieu appartient au groupe Prysmian.

## Moulinage et Retorderie de Chavanoz

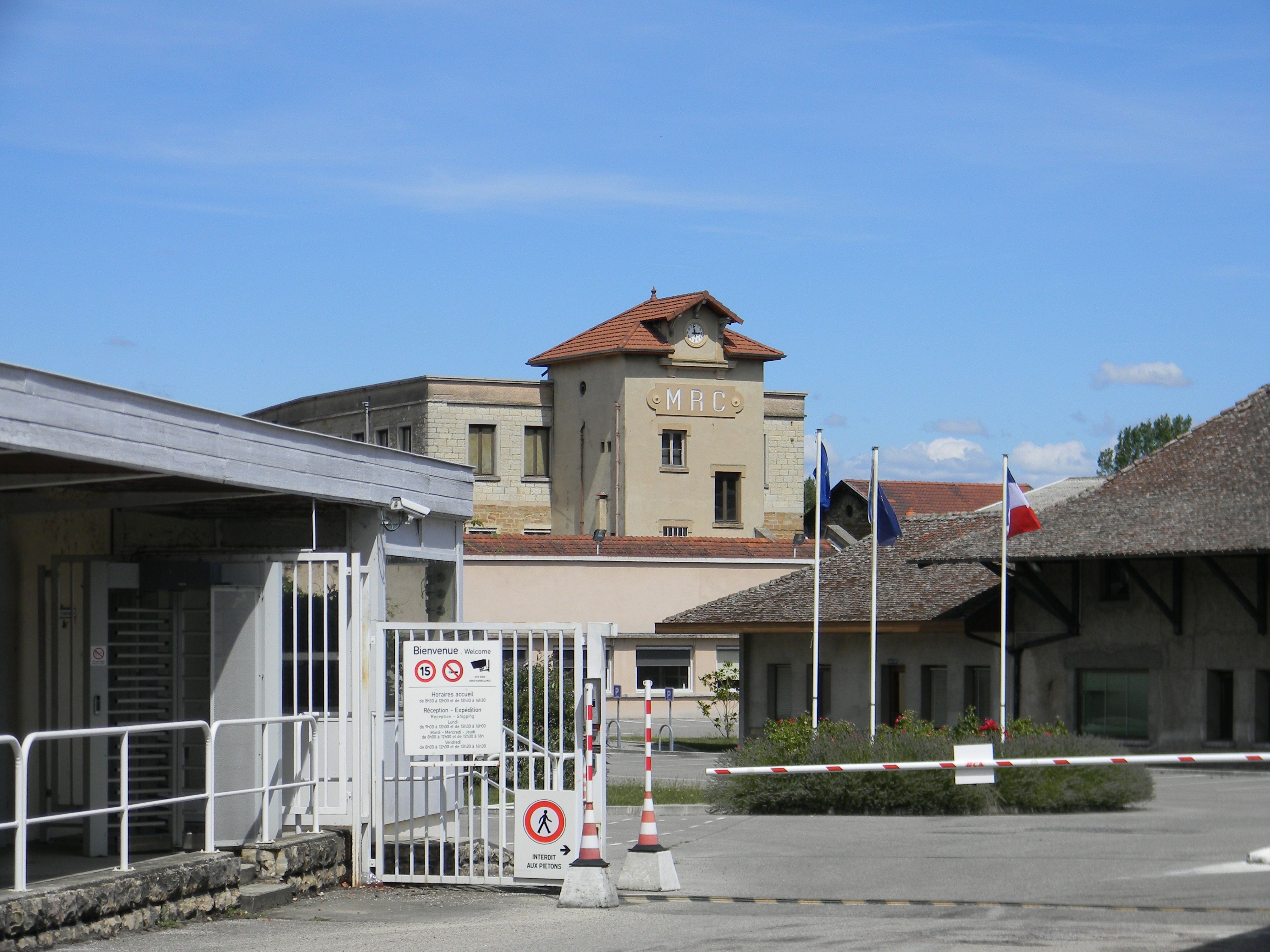
L'usine MRC à Chavanoz.

J-A Mouraret, natif d'Ardèche, fils et petit-fils de filateur de soie, est passionné par la soie artificielle inventée en 1884 par Hilaire de Chardonnet. Travaillant à Paris, Mouraret propose à son employeur de se diversifier en province : il acquiert ainsi quelques bâtiments désaffectés à Chavanoz en bord de la Bourbre qui deviendront dès 1919 la « Société Moulinage et Retorderie de Chavanoz » (MRC). Cette entreprise fournit principalement des fils de soie, naturelle ou artificielle, aux colonies françaises, aux marchés lyonnais, alsaciens et vosgiens pour la fabrication de lingerie. L'entreprise MRC deviendra « Chavanoz S.A. » puis sera achetée en 1980 par le groupe Porcher Industries.

## Industrie du velours à Tignieu
En 1848, l'industrie de la soie en Isère emploie 1 364 hommes, 2 440 femmes et 90 enfants ; c'est dans cette logique qu'une usine de tissage mécanique de velours voit le jour à Tignieu en 1883. Les frères Jules et Joseph Crozier ouvrent un atelier de tissage mécanique, employant une quarantaine de personnes, sous l'appellation « Crozier Frères ». Le développement des actions sociales pour le personnel, à l'instar de ce qui avait été fait par Grammont mais à plus petite échelle, permet la création en 1911 de l’Asile Crozier qui accueille les enfants des ouvrières de l’usine. L'entreprise fusionne en 1898 avec d'autres pour former la Manufacture de velours et peluches JB Martin. L'usine ferme ses portes en mai 1976 et est inscrite à l’inventaire général du patrimoine culturel.

## Phoenix

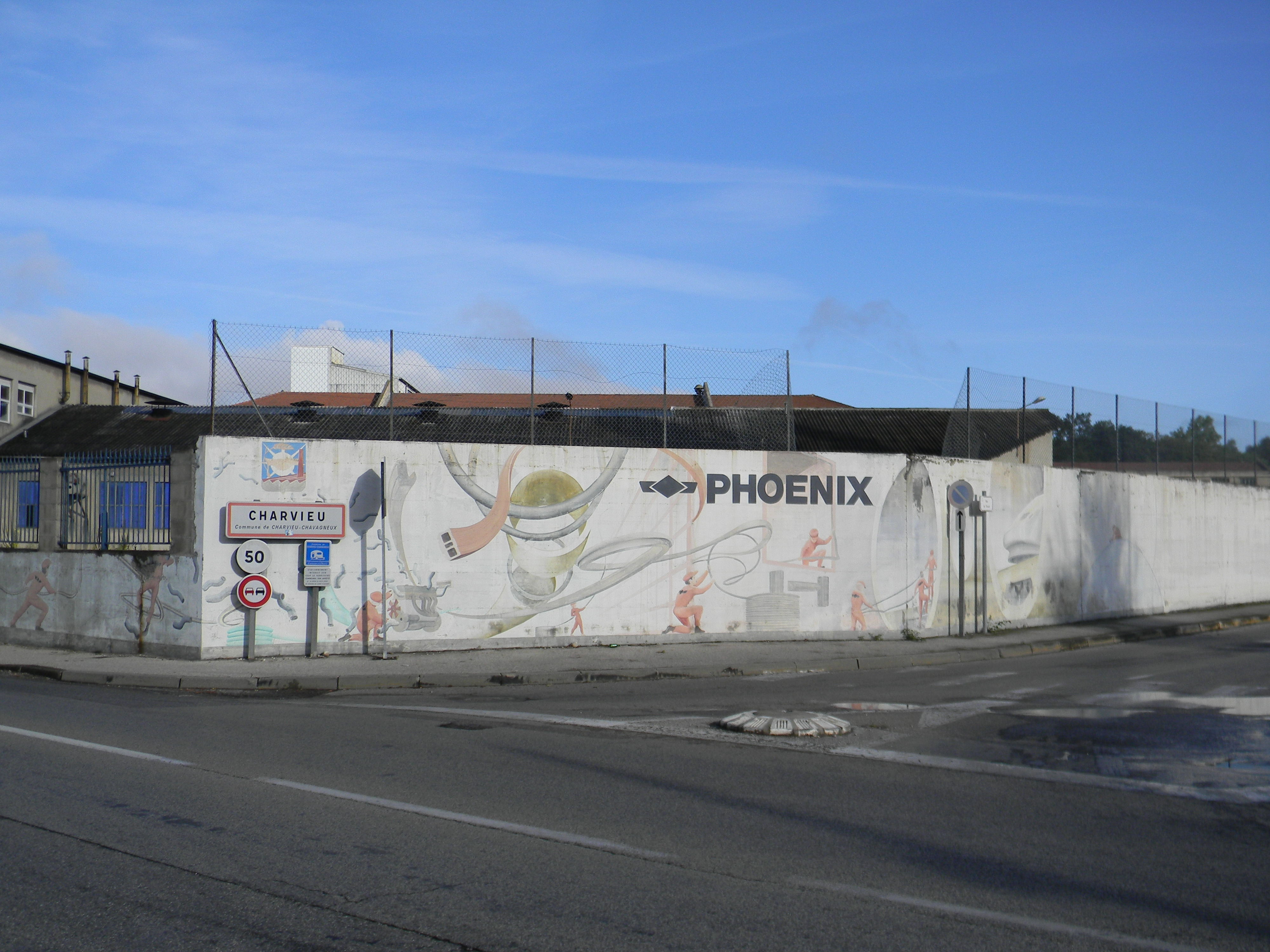
Le mur peint de l’entreprise Phoenix à Charvieu.

En 1930, l'entreprise Grammont cède ses usines aux Tréfileries et Laminoirs du Havre et Pirelli qui s'associent pour fonder l'« Industrie du Caoutchouc Souple » (ICS), fabriquant des bottes et chaussures en caoutchouc. En 1938, l'entreprise ICS est achetée par les frères Ghez, puis vendue au groupe allemand Phoenix en 1960.

### Sources bibliographiques
- Sylvie Pardon et Daniel Pelligra (photogr. Michel Goiffon), Instants d'années : images du travail dans l'agglomération de Pont-de-Chéruy, Villefontaine, Écomusée Nord Dauphiné, 1990, 119 p. (ISBN 2-904522-08-5)

1. ↑  p. 15.
2. 1 2  p. 16.
3. ↑  p. 17.
4. 1 2  p. 37.
5. 1 2  p. 46.
6. 1 2 3  p. 38.
7. ↑  p. 24.
8. ↑  p. 25.
9. ↑  p. 28.
10. ↑  p. 45.
11. ↑  p. 33.
12. 1 2  p. 59.
13. ↑  p. 71.
14. ↑  p. 72.
15. 1 2  p. 62.
16. ↑  p. 63.
17. ↑  p. 79.
18. 1 2  p. 89.